# Ipala (wulkan)
Ipala – stratowulkan w departamencie Jutiapa, w południowej Gwatemali. Ma krater szczytowy o szerokości 1 km, który zawiera jezioro kraterowe (Jezioro Ipala), którego powierzchnia znajduje się około 150 m poniżej krawędzi krateru. Wulkan Ipala jest częścią gromady małych stratowulkanów i pól stożkowych w południowo-wschodniej Gwatemali.
Wschodnia flanka jest przecięta 17-kilometrową szczeliną, która wytworzyła wyraźną linię holoceńskich stożków żużlowych, zasilających przepływy lawy bazaltowej o powierzchni około 20 km².